# Rodrigo Lucenti
Daniel Rodrigo Lucenti Pomponio (* 10. května 1978 San Miguel de Tucumán) je bývalý argentinský zápasník – judista.

## Sportovní kariéra
S judem začínal v 6 letech v rodném San Miguel de Tucumán pod vedením Jorge Aguirrea. Vrcholově se připravoval v Buenos Aires ve sportovním tréninkovém centru CeNARD pod vedením Luise Beníteze a později Tigrana Karganjana. V argentinské mužské reprezentaci se pohyboval od roku 1996 v lehké váze do 73 (71) kg. V roce 2000 neuspěl v argentinské nominaci na olympijské hry v Sydney na úkor Sebastiána Alquatiho.
V roce 2004 mu k nominaci na olympijské hry v Athénách pomohl mladší bratr Emmanuel. Do Athén však nepřijel v optimální formě kvůli zranění zad z přípravy. Vypadl v úvodním kole s Američanem Jimmy Pedrem. Od roku 2005 ho v přípravě trápila vleklá zranění, kvůli kterým se v olympijském roce 2008 funkcionáři rozhodli nominovat na olympijské hry v Pekingu málo známého Mariana Bertolottiho. Sportovní kariéru ukončil v roce 2010.

## Výsledky
| Turnaj                  | 1996       | 1997       | 1998       | 1999       | 2000       | 2001       | 2002       | 2003       | 2004       | 2005       | 2006       | 2007       |
| Turnaj                  | 18         | 19         | 20         | 21         | 22         | 23         | 24         | 25         | 26         | 27         | 28         | 29         |
| Turnaj                  | lehká váha | lehká váha | lehká váha | lehká váha | lehká váha | lehká váha | lehká váha | lehká váha | lehká váha | lehká váha | lehká váha | lehká váha |
| ----------------------- | ---------- | ---------- | ---------- | ---------- | ---------- | ---------- | ---------- | ---------- | ---------- | ---------- | ---------- | ---------- |
| Olympijské hry          | —          |            |            |            | —          |            |            |            | úč.        |            |            |            |
| Mistrovství světa       |            | —          |            | —          |            | —          |            | —          |            | —          |            | úč.        |
| Panamerické hry         |            |            |            | —          |            |            |            | 5.         |            |            |            | —          |
| Panamerické mistrovství | 3.         | ?          | ?          | —          | —          | ?          | —          | —          | 3.         | 5.         | 2.         | —          |
| Jihoamerické hry        |            |            | ?          |            |            |            | 2.         |            |            |            | 1.         |            |